# جوزفين تي
جوزفين تي (بالإنجليزية: Josephine Tey)‏ (25 يوليو 1896، إنفرنيس في المملكة المتحدة - 13 فبراير 1952، لندن في المملكة المتحدة)؛ مؤلِّفة، كاتِبة مسرحية، كاتبة سيناريو وروائية بريطانية صانعة أعظم محقق على وجه الخليقة: ألان جرانت.

## روابط خارجية
- جوزفين تي على موقع IMDb (الإنجليزية)
- جوزفين تي على موقع الموسوعة البريطانية (الإنجليزية)
- جوزفين تي على موقع ميوزك برينز (الإنجليزية)
- جوزفين تي على موقع قاعدة بيانات برودواي على الإنترنت (الإنجليزية)
- جوزفين تي على موقع قاعدة بيانات برودواي على الإنترنت (الإنجليزية)
- جوزفين تي على موقع إن إن دي بي (الإنجليزية)
- جوزفين تي على موقع قاعدة بيانات الفيلم (الإنجليزية)